# Stephanie Griffin (Musikerin)
Stephanie Griffin (* um 1975) ist eine kanadische Musikerin (Bratsche), die sowohl im Bereich der Neuen als auch der Improvisationsmusik tätig ist.
Griffin studierte Bratsche bei William Gordon in Vancouver, Paul DeClerck in Brüssel und Wayne Brooks an der Rice University in Houston. Ihre Studien schloss sie 2003 mit dem Doctor of Musical Arts an der Juilliard School ab, wo sie Unterricht bei Samuel Rhodes hatte. Sie ist Gründungsmitglied des Momenta Quartet, mit dem sie mehr als 50 Werke der Neuen Musik uraufführte. Weiter trat sie als Solistin häufig mit dem Ensemble Continuum auf; mit dem Argento Chamber Ensemble war sie an der amerikanischen Erstaufführung von Werken von Georg Friedrich Haas und Michael Jarrell beteiligt.
Sie arbeitete in den 2000er-Jahren häufig mit Butch Morris bis zu dessen Tod 2013 zusammen, ferner spielte sie ab 1997 in Tony Prabowos New Jakarta Ensemble. Anfang der 2000er-Jahre war sie außerdem Mitglied in Assif Tsahars The New York Underground Orchestra (Album The Labyrinth), in Carl Maguires Floriculture (Silver Sided Solid) und spielte in Projekten von Anthony Braxton, Taylor Ho Bynum, Laura Andel, Hans Tammen, Ned Rothenberg und Adam Rudolph. Griffin arbeitet als Erste Bratschistin der Princeton Symphony und unterrichtet Bratsche am Brooklyn College und am Hunter College. Zeitweilig (2015) arbeitete sie zudem in einem Quintett mit Ursel Schlicht, Catherine Sikora, Josh Sinton, François Grillot und Andrew Drury. Sie ist sowohl auf Aufnahmen im Bereich der Neuen Musik und der Improvisationsmusik als auch der Weltmusik zu hören. Mit dem Hemphill Stringtet legte sie 2025 das Album Plays the Music of Julius Hemphill vor.